# Monika Jasnowska
Monika Jasnowska (ur. 29 sierpnia 1992 w Bydgoszczy) – polska koszykarka grająca na pozycji rzucającego obrońcy i skrzydłowej, obecnie zawodniczka 1KS Ślęzy Wrocław.

## Życiorys

### Kariera juniorska
Karierę zaczynała w drużynie Orła Polkowice, do którego została ściągnięta przez mamę Ilonę Jasnowską, która w 2003 roku podpisała kontrakt z ekstraklasową drużyną CCC Aquapark Polkowice. Monika Jasnowska miała wówczas 11 lat. Od samego początku była wyróżniającą się postacią juniorskich zespołów. Do najważniejszych sukcesów młodzieżowych należą: dwa srebrne medale mistrzostw Polski juniorek starszych w 2011 roku i mistrzostw Polski kadetek w 2007. Ponadto wraz z zespołem Orła Polkowice dwukrotnie zajmowała 4. miejsce na Mistrzostwach Polski Juniorek Starszych w 2008 i 2009.

### Kariera seniorska
W sezonach 2006/07 i 2007/08 Monika Jasnowska grała w pierwszoligowym zespole rezerw CCC Polkowice. W latach 2007–2011 grała w Szkole Mistrzostwa Sportowego w Łomiankach. W sezonie 2007/08 SMS występował na parkietach PLKK, a Jasnowska, mimo zaledwie 14 lat była ważną zawodniczą zespołu - notowała średnio 5,0 punktów, 2,0 zbiórki i 1,5 przechwytu w meczu. W swoim ostatnim sezonie w SMS (2010/11) była liderką zespołu, notując średnio 15,5 punktów w meczu. W sezonie 2011/12 sezonu była zawodniczką Wicemistrzyń Polski - CCC Polkowice. Ponadto grała też w drużynie rezerw w 1 lidze.
Kolejny sezon 2012/13 rozpoczęła w barwach beniaminka ekstraklasy PTK Pabianice, którego była wyróżniającą się zawodniczką. Jednak po 10 meczach zerwała więzadła w kolanie.
Po wyleczeniu kontuzji wróciła na Dolny Śląsk i została zawodniczką Ślęzy Wrocław, gdzie grając w pierwszej lidze jest wyróżniającą się postacią.
W sierpniu 2018 została zawodniczką włoskiego IREN FIXI Torino.
19 sierpnia 2020 została zawodniczką CTL Zagłębia Sosnowiec. 14 lipca 2021 zawarła kolejną w karierze umowę ze 1KS Ślęzą Wrocław.

### Kariera reprezentacyjna
Monika Jasnowska była reprezentantką Polski we wszystkich kategoriach młodzieżowych. W 2007 wraz z reprezentacją Polski kadetek zajęła 10. miejsce na mistrzostwach Europy, a rok później 6. W 2010 roku zajęła 12. miejsce na Mistrzostwach Europy juniorek. W 2011 wraz z reprezentacją Polski juniorek starszych zdobyła brązowy medal na mistrzostwach Europy. Dzięki jej bardzo dobrej grze reprezentacja Polski odniosła zwycięstwo w pierwszym meczu drugiej rundy, otwierające im dalszą drogę po medal.

## Osiągnięcia
Stan na 5 grudnia 2021, na podstawie, o ile nie zaznaczono inaczej.
Drużynowe
- Awans do PLKK:
  - z Ostrovią Ostrów Wielkopolski (2016)
  - ze Ślęzą Wrocław (2014)
- Srebrny medal mistrzostw Polski:
  - juniorek starszych 2011 (Orzeł Polkowice)
  - kadetek 2007 (Orzeł Polkowice)

Indywidualne
- MVP kolejki EBLK (8 – 2021/2022)[9]

Reprezentacja
- Brązowa medalistka mistrzostw Europy U–20 (2011)
- Uczestniczka mistrzostw Europy:
  - U–20 (2012 – 10. miejsce)
  - mistrzostw Europy U–18 (2010 – 11. miejsce)
  - mistrzostw Europy U–16 (2007 – 10. miejsce, 2008 – 6. miejsce)